# Гербинський Павло Якович
Павло Якович Гербинський (1914 —1955) — радянський військовий льотчик та льотчик-випробовувач, учасник німецько-радянської війни, Герой Радянського Союзу (1957, посмертно).

## Біографія
Народився 2 червня 1914 року в селі Концеба (нині Савранського району Одеської області України). Українець.
У 1933 році закінчив Одеський будівельний технікум, пізніше полтавську льотну школу ТСОАВІАХІМ. Працював льотчиком-інструктором Новосибірського, Барнаульського аероклубів. Після закінчення КУКС ТСОАВІАХІМу в 1939 році став командиром ланки Новосибірського аероклубу.
З 1941 року у РСЧА, був льотчиком-інструктором запасного авіаційного полку.
Під час німецько-радянської війни готував льотні кадри для фронту. В липні-серпні 1943 року знаходився на льотному стажуванні у діючій армії. Здійснив 33 бойових вильоти. У повітряних боях збив один літак особиста та ще один у групі.
З 1946 року старший лейтенант Гербинський у запасі. Працював льотчиком-випробувачем на одному з авіаційних заводів.
У 1955 році загинув під час чергового випробування.

## Звання та нагороди
1 травня 1957 року П. Я. Гербинському присвоєно звання Героя Радянського Союзу посмертно.
Також був нагороджений:
- орденом Леніна
- 2-ма орденами Червоної зірки
- медалями